# 庙沟镇 (威信县)
庙沟镇，是中华人民共和国云南省昭通市威信县下辖的一个乡镇级行政单位。
2011年，云南省人民政府批复同意撤销庙沟乡，设立庙沟镇。

## 行政区划
庙沟镇下辖以下地区：
庙沟村、大塘村、马河村、宗家村和扎实沟村。